# Kaarta

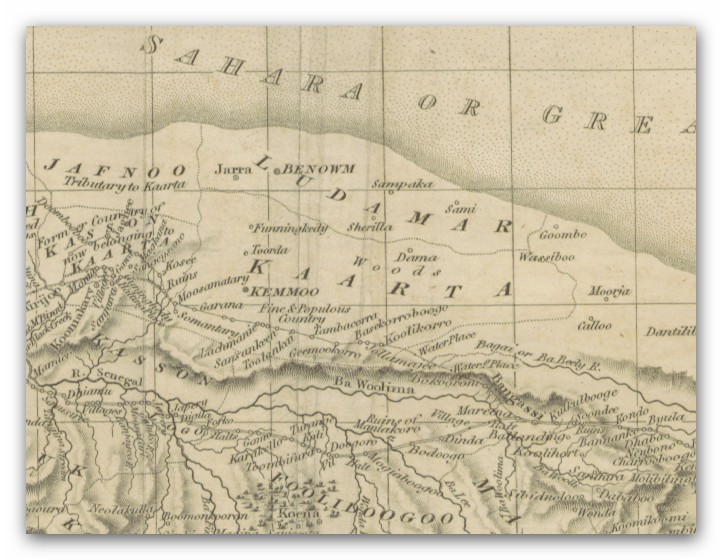
Karte zum Königreich Kaarta am Südrand der Sahara (um 1820)

Kaarta war ein kurzlebiges Reich der Bambara im Westen des heutigen Staates Mali. Das Gebiet lag nordöstlich des Flusses Senegal.

## Geschichte
Als Bitòn Coulibaly, der Gründer des Reiches Bambara, mehr Kontrolle über Ségou ausübte, war ein Teil der Bevölkerung unzufrieden mit seiner Herrschaft und floh nach Westen. Im Jahr 1753 gründeten sie das Reich Kaarta auf dem Gebiet des ehemaligen Reiches von Ghana und machten die Stadt Nioro du Sahel zu ihrer Hauptstadt. Die Herrscher führten den Titel Faama. Nach Louis Faidherbe hatte es eine Ausdehnung von ungefähr 54.500 km².
Das Reich verlor seine Unabhängigkeit 1854 durch den Dschihad (Heiliger Krieg) des Al-Haddsch Omar in Westafrika. Er nahm Nioro ein und tötete den Fama von Kaarta, Mamady Kandian, und seine gesamte Familie. Frankreichs Colonel Louis Archinard eroberte später im Jahr 1890 das Gebiet des ehemaligen Reich Kaarta.